# Илюзионна архитектура
Илюзионната архитектура създава зрителната илюзия у наблюдателя ѝ, заблуждавайки го относно наличието на архитектурно-структурни елементи и съоръжения.

## Живопис
В живописта често се избира перспективата на убежна точка, за да се симулира пространствена дълбочина. Пример за това е бароковата живопис на тавани. Сводът на една църква като че ли се „отваря“ пред зрителя, който стои на земята, когато поглежда нагоре към „небето“. Ръбовете на отвора са ограничи с умело изрисувани балюстради, изкривени в перспектива. Тази илюзия обаче сработва безупречно само от една определена точка на зрение, от която централната перспектива разгръща своя ефект и илюзионистично разширява пространството. Ако напуснете тази „идеална“ точка, линиите на убежната точка се променят и архитектурата изглежда сякаш, че ще се срути. Следователно, за този тип рисуване особено подходящи са високи тавани с определено разстояние от зрителя, което естествено разширява идеалната позиция за гледане, както и куполи или сводести таванни наченки, които подпомагат прехода от реалността към илюзията. В съвременните светски сгради декорацията на тавани с илюзионна архитектура се среща рядко, което се дължи на липсата на необходимата височина на сградите, и често се свежда най-вече до живописния отвор на стените или представянето на псевдо-зидария.

Бароковата епоха е пример и за илюзионно-архитектурно структуриране на фасади. Могъщи колони капители, каменни слоеве, прозорци или корнизи, които наблюдателят вярва, че възприемат, се състоят всъщност само от боя, мазилка или плоски релефи, които са поставени върху зидария от цели камъни или тухли.
- Създаване на барокова илюзионна фасада
- Сводна фреска на църквата Санта Мария дела Карита в Бреша
- Църква „Сант Игнацио“, Рим: илюзионна живопис
- Илюзионен купол в Йезуитската църква (Виена)
- Илюзионна архитектура, стенопис в Нересхайм, Баден-Вюртемберг, Германия
- Църква „Сант Игнацио“, Рим: илюзионни сводове по тавана над истински колони, прозорци и сводове; реалността прелива в илюзия, внушавайки по-висок таван
- Илюзионна фасада, илюзионна архитектура и тромп лой в Ню Йорк, от Ричард Хас, 1981 г.
- Вила в Бреша с илюзионна фасада
- Илюзионна архитектура в кайзерския двор на Мюнхенската резиденция

## Постройки

### Индия
Още в чайтя (молитвени преддверия в индийски будистки храмове) от 3-ти / 4 век в Западна Индия (пещерите Карли, Бая, Аурангабада) може да се видят внушителни илюзионни сводове и други илюзионни архитектурни елементи. По принцип скалната архитектура като цяло може с известна обосновка да бъде описана като илюзионна архитектура (напр. скални църкви, пещерни храмове).
Особено в архитектурата на някогашната империя Палава (днес в Южна Индия в северната част на щата Тамил Наду) от 7 – 9 век, във времеви и стилистично последвалата я архитектура на империята Чола (9 – 12 век) и на империята Виджаянагра, базирана на чолската, е имало илюзионна архитектура. Най-важните примери за това са Панча ратхас (монументален, монолитен скален комплекс) в Махабалипурам (щата Тамил Наду) и стъпаловидно подредените пирамидални храмови кули или гопурамови кули в цялата югоизточната част на Индийския субконтинент – Канчипурам, Танджавур, Мадурай и др.

### Европа
Също строежите на изкуствени руини 18-и и 19 век в Европа трябва да бъдат споменати в този контекст.
- Възвишението Руиненберг в Потсдам с изкуствени руини пред дворец Сансуси.
- Възвишението Руиненберг в Потсдам с изкуствени руини пред дворец Сансуси.
- Руинен храм – прилежащата кухня към Мраморния дворец в Потсдам, построена във вид на руина на уж античен храм.
- Руинен храм – прилежащата кухня към Мраморния дворец в Потсдам, построена във вид на руина на уж античен храм.